# Germaine Montero
Germaine Montero, pseudonimo di Germaine Berthe Caroline Heygel (Parigi, 22 ottobre 1909 – Orange, 29 giugno 2000), è stata un'attrice e cantante francese.

## Biografia
Germaine Montero nacque a Parigi nel 1909.
Esordì come attrice quando aveva diciotto anni nel teatro dello scrittore e poeta spagnolo Federico García Lorca.
Attrice teatrale drammatica in opere quali Nozze di sangue di Lorca, Parole divine di Ramón María del Valle-Inclán, Il pane duro di Paul Claudel, e soprattutto al Théâtre National Populaire con al regia teatrale di Jean Vilar, in Madre coraggio e i suoi figli di Bertolt Brecht.
Come cantante inizialmente fu interprete vigorosa di canzoni spagnole, dopo di che passò al cabaret francese, e dai primi anni cinquanta, cantò nel suo repertorio una miscela di canzoni moderne e di classici di Montmartre, dimostrandosi un'interprete ideale, sapendo come entrare nel cuore della parola, del verbo, della forma, per coglierne il significato e il colore.
Tra i tanti titoli e riconoscimenti, ricevette la Legion d'onore; è stata anche una 
Chevalier des Arts et Lettres; per tre volte ha vinto il Grand Prix du Disque.
Nel mondo del cinema si distinse come interprete e tra le sue recitazioni più interessanti possiamo menzionare nel 1954 il lavoro con René Clément per la realizzazione del film Le amanti di Monsieur Ripois, oltre alla partecipazione nel film Agenzia matrimoniale A (1978) di Claude Lelouch, dove ha interpretato la parte della signora Goldman.
Germaine Montero si sposò con Mario Bertschy.
Germaine Montero morì il 29 giugno 2000 a Orange.

## Filmografia
- Una gita in campagna (Partie de campagne), regia di Jean Renoir (1936)
- Le amanti di Monsieur Ripois (Monsieur Ripois), regia di René Clément (1954)
- La bella Otero (La Belle Otero), regia di Richard Pottier (1954)
- Ecco il tempo degli assassini (Voici le temps des assassins), regia di Julien Duvivier (1956)
- L'uomo dalla maschera di ferro (La Masque de fer), regia di Henri Decoin (1962)
- Morire a Madrid (Mourir à Madrid), regia di Frédéric Rossif (1963)
- Colpo grosso al casinò (Mélodie en sous-sol), regia di Henri Verneuil (1963)
- La calda preda (La Curée), regia di Roger Vadim (1968)
- Agenzia matrimoniale A (Robert et Robert), regia di Claude Lelouch (1978)
- El sur, regia di Carlos Saura (1992)

## Discografia
- 1993 - Germaine Montero chante Mère Courage;
- 1993 - Germaine Montero, Présence de Lorca, Paseando por España;
- 1993 - Germaine Montero;
- 1998 - Germaine Montero, chansons Espagnoles, chansons de Prévert;
- 1999 - Germaine Montero;
- 2004 - Germaine Montero chante Federico Garcia Lorca;
- 2005 - Germaine Montero, Chansons à mon plaisir;
- 2006 - Jacques Prévert, Le poète dénudé;
- 2012 - Germaine Montero - De l'Espagne à la France, vingt ans de chansons 1944-1961.